# 三宅御土居跡
三宅御土居跡（みやけおどいあと）は、島根県益田市三宅町にあった城館。同市七尾町・大谷町にある七尾城（益田城）とともに国の史跡「益田氏城館跡」に指定されている。

## 概要
三宅御土居は、平安時代末期に石見国の国司として下向して建久年間に益田荘に本拠を移した益田氏の居館。また、その詰め城として七尾城が築かれた。築造者や築造時期などははっきり記録されていないが、通説では益田兼見によって室町時代の応安年間（1368年-1375年）に築かれたとされる。益田川の水運（益田本郷地域への流通）や農業用水を管理するために、益田川下流の川沿いに築かれたと考えられている。
戦国時代後期、毛利元就と対立することとなった益田藤兼は七尾城に本拠を移したが、毛利氏と和睦してその傘下に組み込まれると、藤兼の子・益田元祥は三宅御土居に戻っている。元祥は三宅御土居を大改修したとされるが、関ヶ原の戦いに敗れた毛利氏の周防・長門への移封に伴って元祥も長門国須佐に移り、三宅御土居は廃城となった。
安土桃山時代に、益田家家臣の鬼村平左衛門尉祐光らが同所に松龍山泉光寺を創建し守護したため、近現代の都市開発などによる遺構の破壊を免れた。
その後、三宅御土居跡と七尾城跡は、昭和40年代に県の史跡となる。昭和58年7月豪雨で益田川の氾濫による被害を受けた益田市は、新たな都市計画を進める中で史跡の重要性も考慮し、三宅御土居跡の発掘調査結果を復元した「おどい広場」などが整備されることとなった。平成16年（2004年）、七尾城とともに国の史跡の指定を受ける。なお、前述の泉光寺は、三宅御土居跡の発掘調査・史跡整備に伴って平成19年（2007年）に移転している。

## 遺構

### 堀と土塁
居館跡の敷地（堀内）は、東西約190メートル・南北約110メートルで、およそ二町分の規模を持つ大規模なものであった。ただし、全体的な形は正方形や長方形ではなく、東辺が北側に長く延びているブーツ形をしているため、珍しい形状である。敷地の両辺（東西）は土塁が残っており、東土塁が長さ87メートル・高さ5ｍ、西土塁が長さ53メートル・高さ4.5メートルである。また、現存する東西土塁の他に、南側にも高さ1.5メートルの土塁跡が見つかっているが、一部が途切れており、周囲よりもせり出た地形が正面出入口（虎口）の可能性が指摘されている。
居館跡の周囲は、全周に渡って堀が設けられており、益田川から引き込まれた水で満たされていた水堀とされる。東西土塁の外側の堀は幅10メートル・深さ2.5〜3メートルの箱堀、北側の堀は幅10〜16メートル・深さ1.5メートルであり、南側は幅20〜25メートルの川をそのまま堀としていた（当初は、幅4.2メートル・深さ1.5メートル程度の浅い堀が存在していたが、後代に埋め立てて帯曲輪にされている）。

### 建物
堀内からは各時代の多くの建物跡や出土品が見つかっており、13世紀の木組み井戸跡、16世紀の礎石建物跡・石積み井戸跡・鍛冶場跡、12世紀～16世紀の掘立柱建物や陶磁器などを発掘・出土している。
堀内の西側に御殿や庭園などの私邸部、東側に政治を執り行なう邑政堂や鍛冶場・米蔵などの公的施設部があったと考えられる。特に多数の柱穴が見つかった西側の掘立柱建物は、12世紀～16世紀にかけて繰り返し何度も建て替えられており、保存整備されたおどい広場では、6棟の掘立柱建物跡を時代ごとに色分け（異なる金属の埋め込み板で建物跡を表示）して展示している。

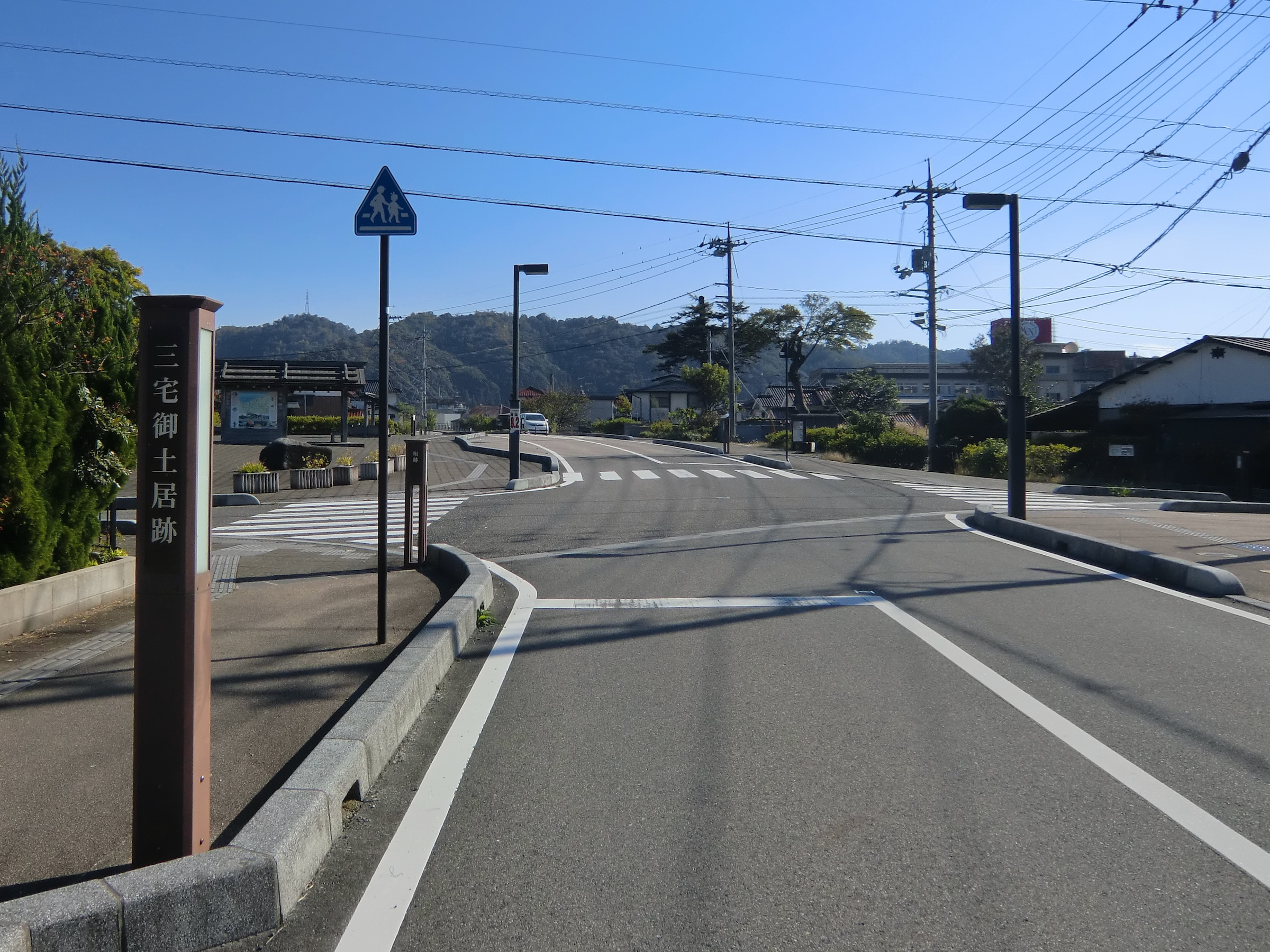
全景
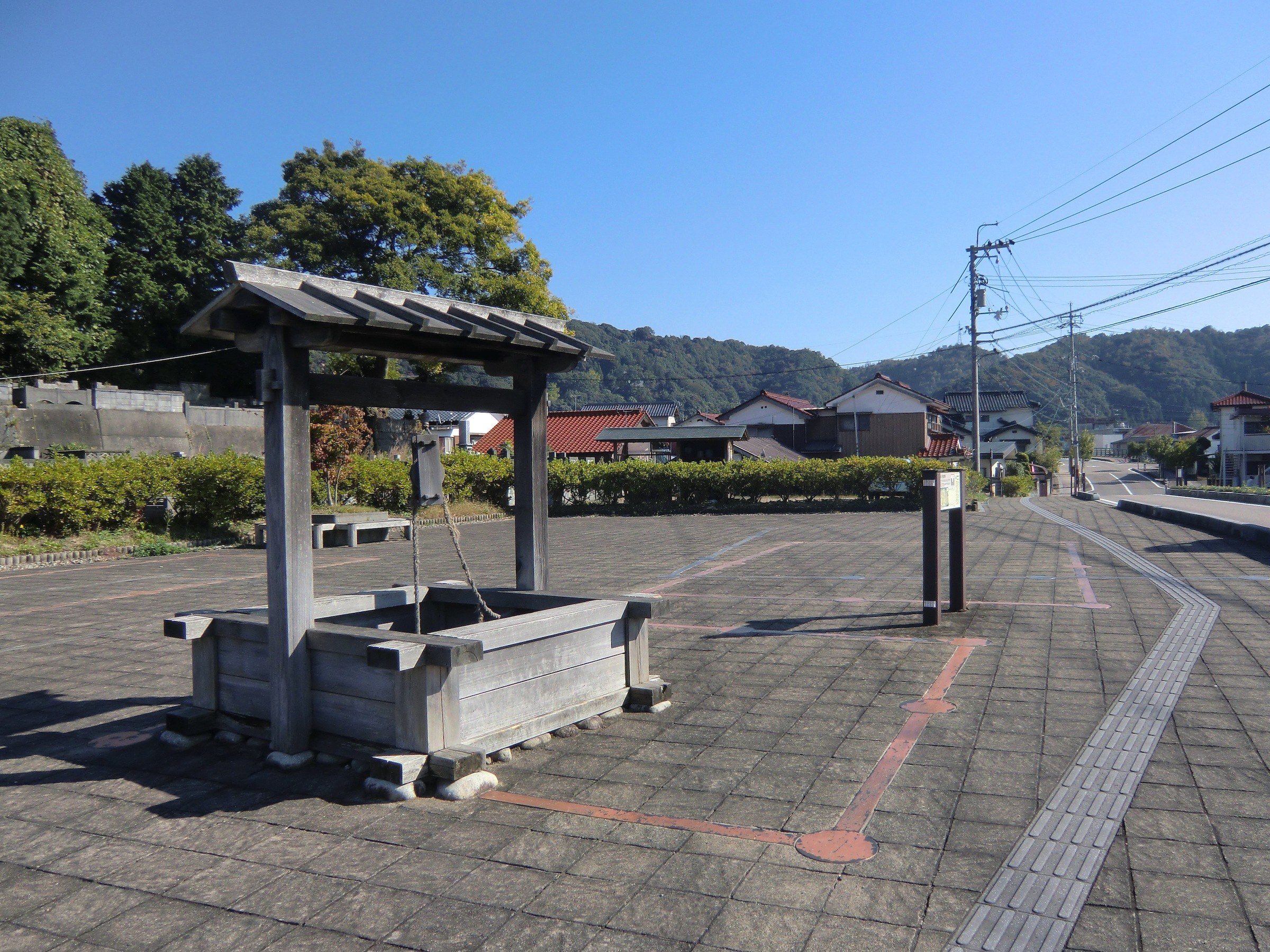
復元木組み井戸
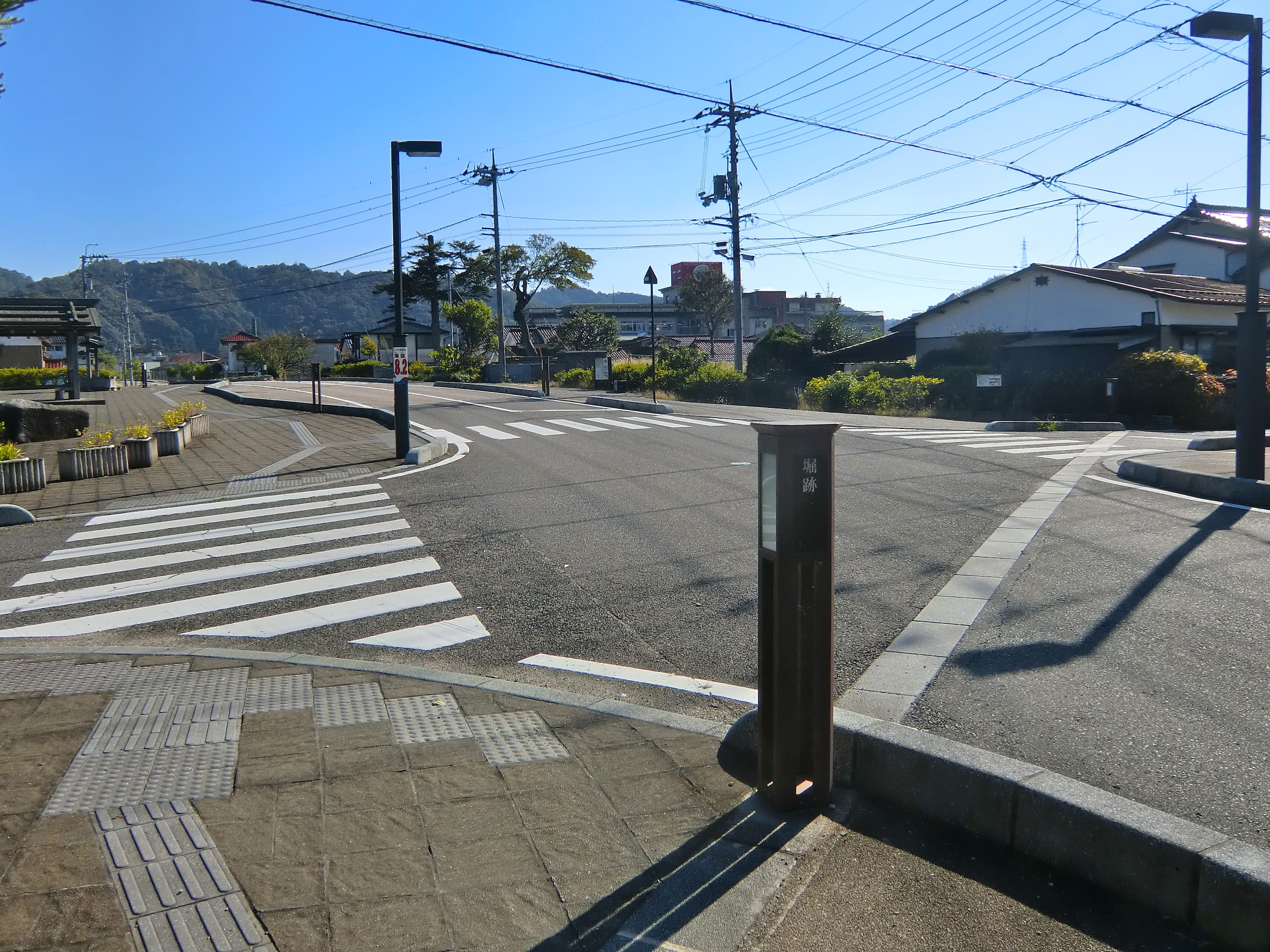
堀跡[注 4]
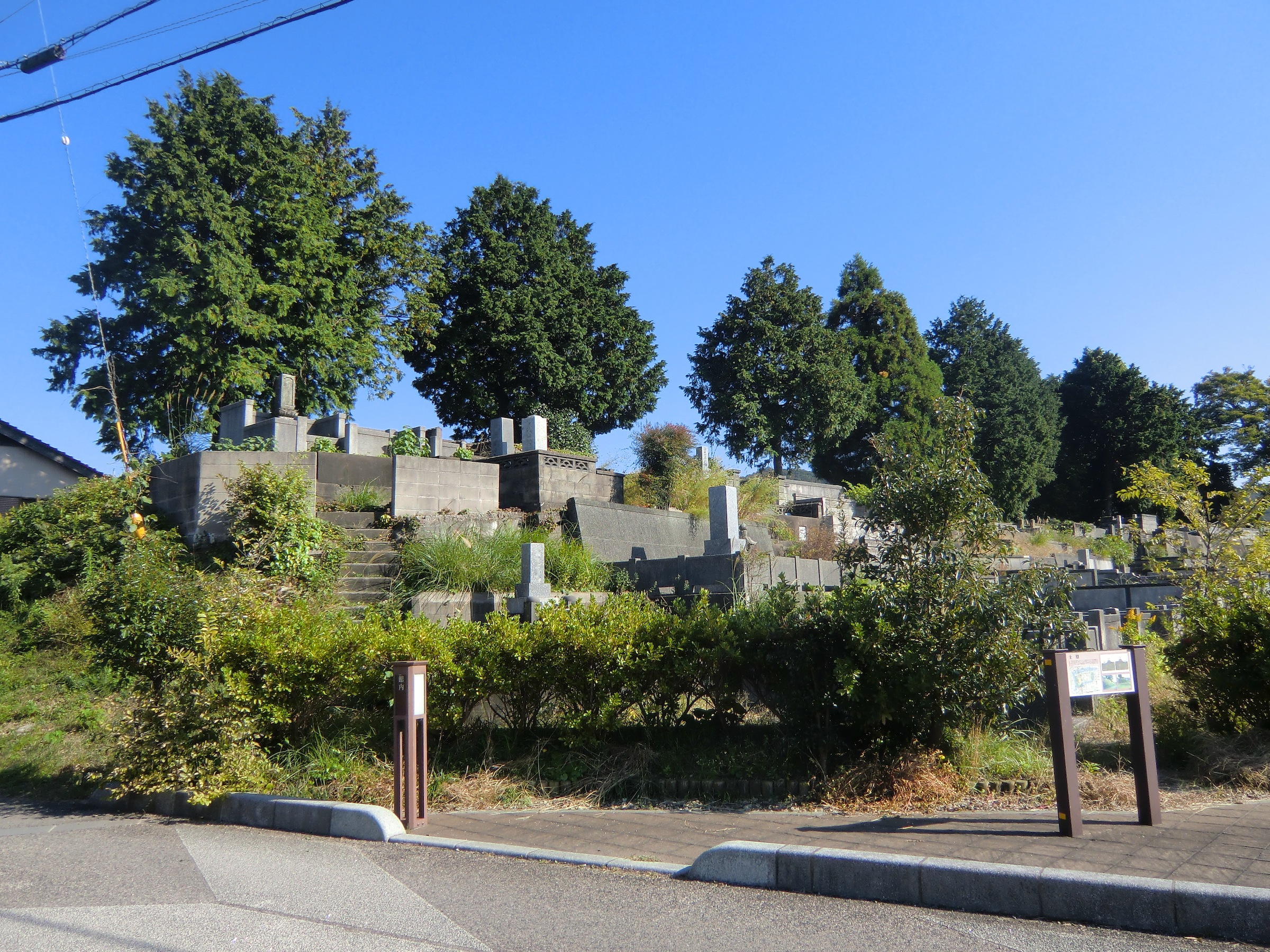
東土塁跡
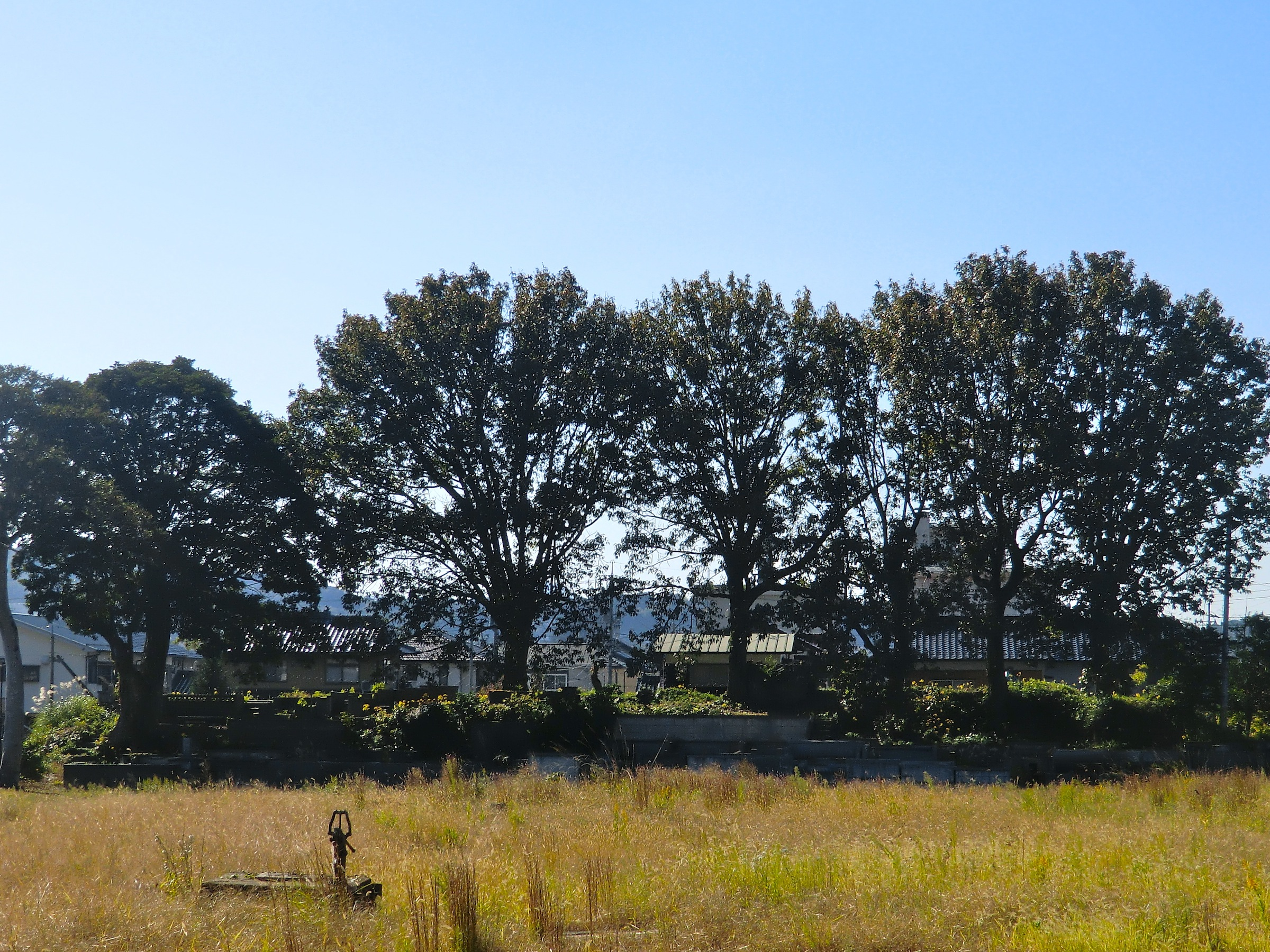
西土塁跡